# Anisodes cretacea
Anisodes cretacea là một loài bướm đêm trong họ Geometridae.